# Cordulegaster charpentieri
Cordulegaster charpentieri is een echte libel uit de familie van de bronlibellen (Cordulegastridae).
De wetenschappelijke naam van de soort werd in 1846 als Aeschna charpentieri gepubliceerd door Friedrich Anton Kolenati.

## Synoniemen
- Cordulegaster insignis nobilis Morton, 1916
- Cordulegaster insignis lagodechica Bartenev, 1930
- Cordulegaster nachitschevanica Skvortsov & Snegovaya, 2015
- Cordulegaster plagionyx Skvortsov & Snegovaya, 2015